# Chrysojasminum odoratissimum
Chrysojasminum odoratissimum is een plantensoort uit de olijffamilie (Oleaceae). Het is bladverliezende struik met gele bloemen. Deze bloemen hebben een sterk zoetgeurend parfum.
De soort komt voor op Madeira en op de Canarische Eilanden.
De bloemen worden elke ochtend kort na het openen van de bloemen geplukt. De geplukte bloemen worden vers gebruikt voor oliewinning. De uit de bloemen afkomstige etherische olie wordt gebruikt in de parfumerie.

## Synoniemen
- Jasminum augeronii A.Cabrera
- Jasminum barrelieri Webb & Berthel.

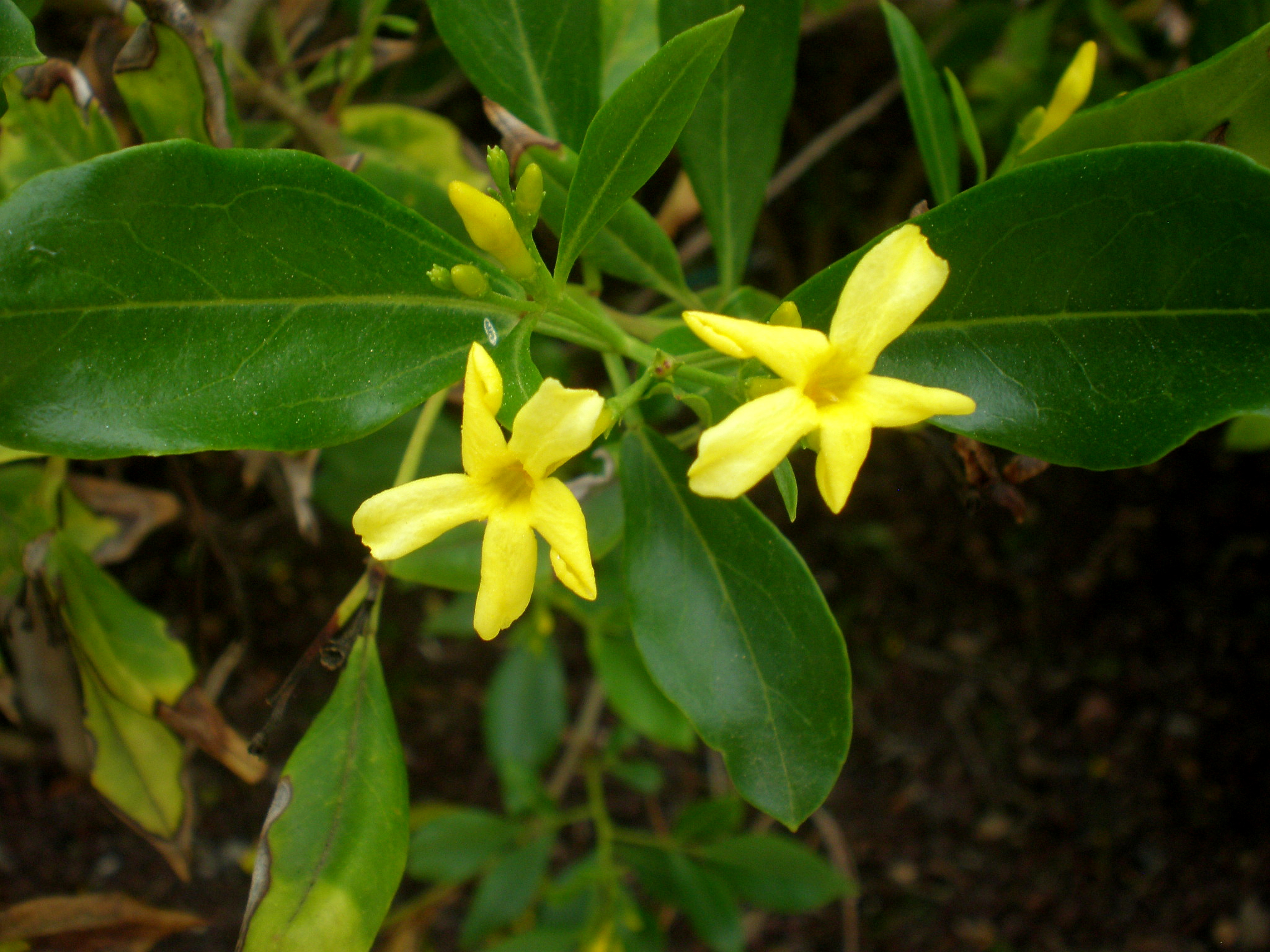
Bloemen

- Jasminum gomeraeum Gand.
- Jasminum odoratissimum L.
- Jasminum odorum Salisb.